# (15008) Delahodde
(15008) Delahodde est un astéroïde de la ceinture principale.

## Description
(15008) Delahodde est un astéroïde de la ceinture principale. Il fut découvert le 24 août 1998 à Caussols par le projet ODAS. Il présente une orbite caractérisée par un demi-grand axe de 2,56 UA, une excentricité de 0,21 et une inclinaison de 5,6° par rapport à l'écliptique.
Il est nommé d'après l'astronome française Catherine E. Delahodde.

## Compléments